# 圣玛加利大圣殿 (圣玛格丽塔利古雷)

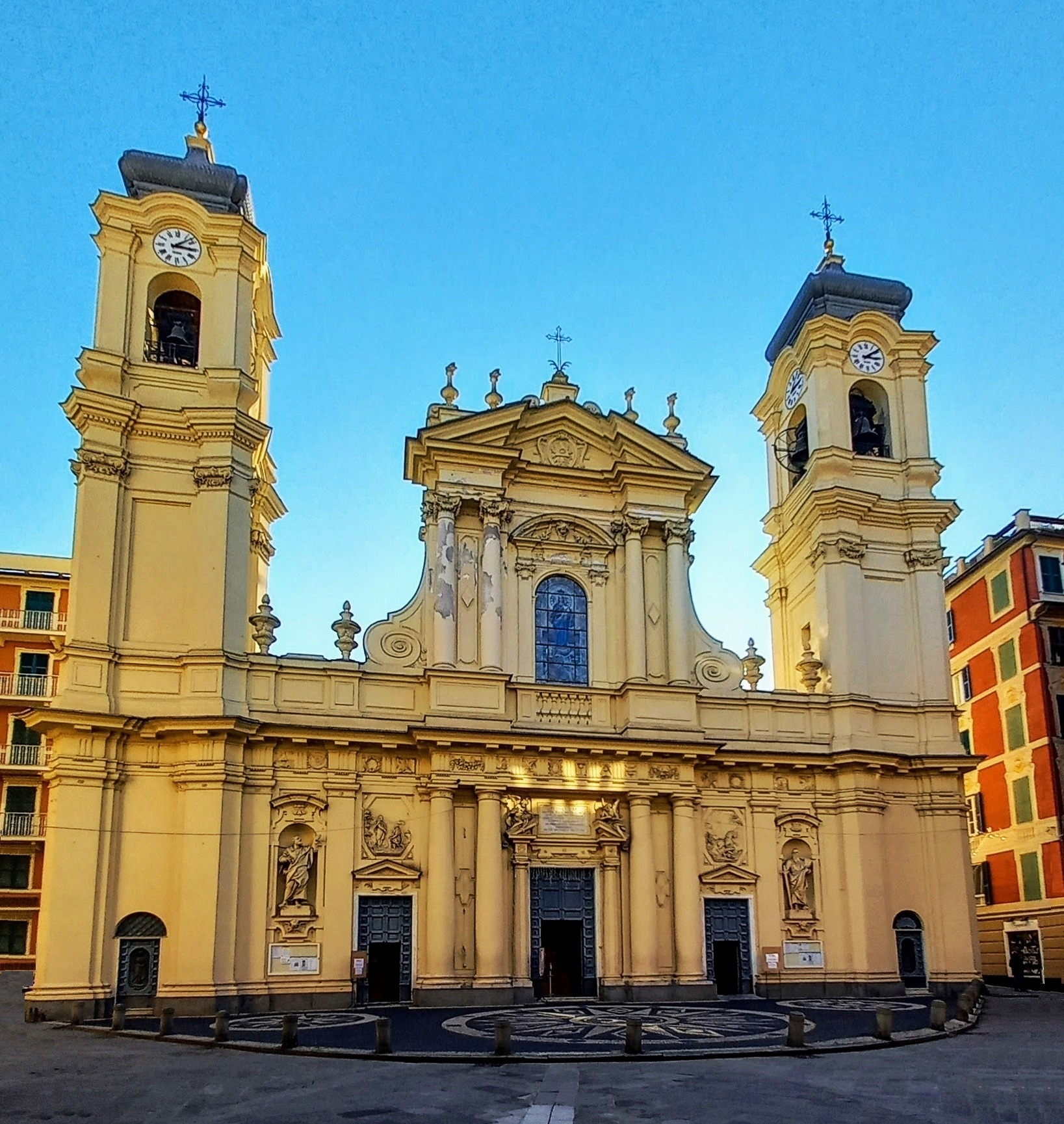

圣玛加利大圣殿暨玫瑰圣母朝圣所（Basilica di Santa Margherita Vergine e Martire e Santuario di Nostra Signora della Rosa）是一座罗马天主教宗座圣殿和堂区教堂，隶属于天主教基亚瓦里教区拉帕洛-圣玛格丽塔利古雷总铎区的圣玛加利大堂区，供奉童贞玛加利大及玫瑰圣母，位于意大利利古里亚大区热那亚广域市圣玛格丽塔利古雷的卡普雷拉广场（piazza Caprera）。 

## 历史

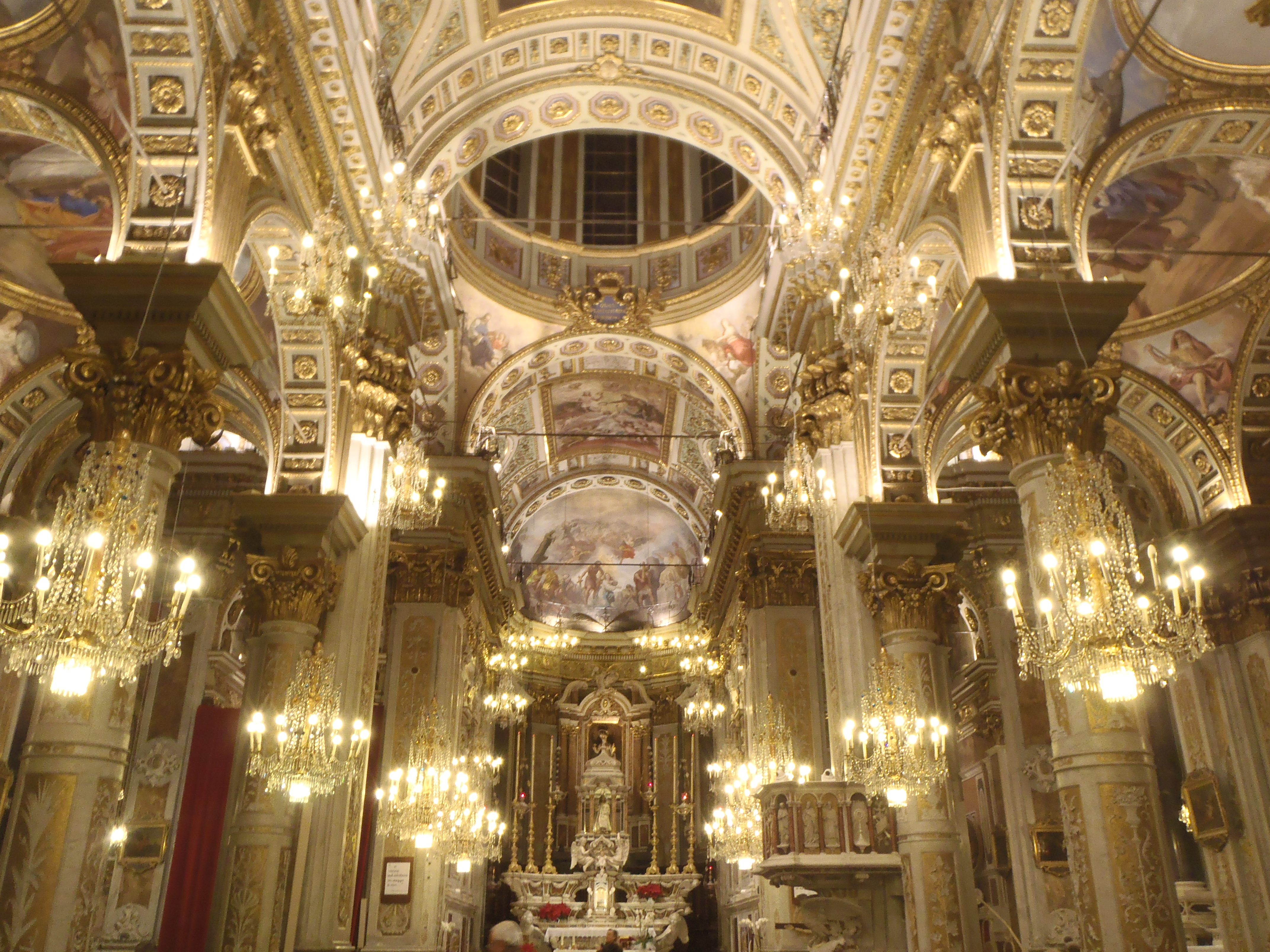
中殿

该堂的历史可追溯到13世纪堂区成立之初。堂区一度撤销，1646年恢复。今天的教堂在1658年奠基，1672年建成。1770年9月23日由热那亚总主教若望·勒卡里祝圣。1951年1月26日，庇护十二世将该堂升格为宗座圣殿。

## 建筑

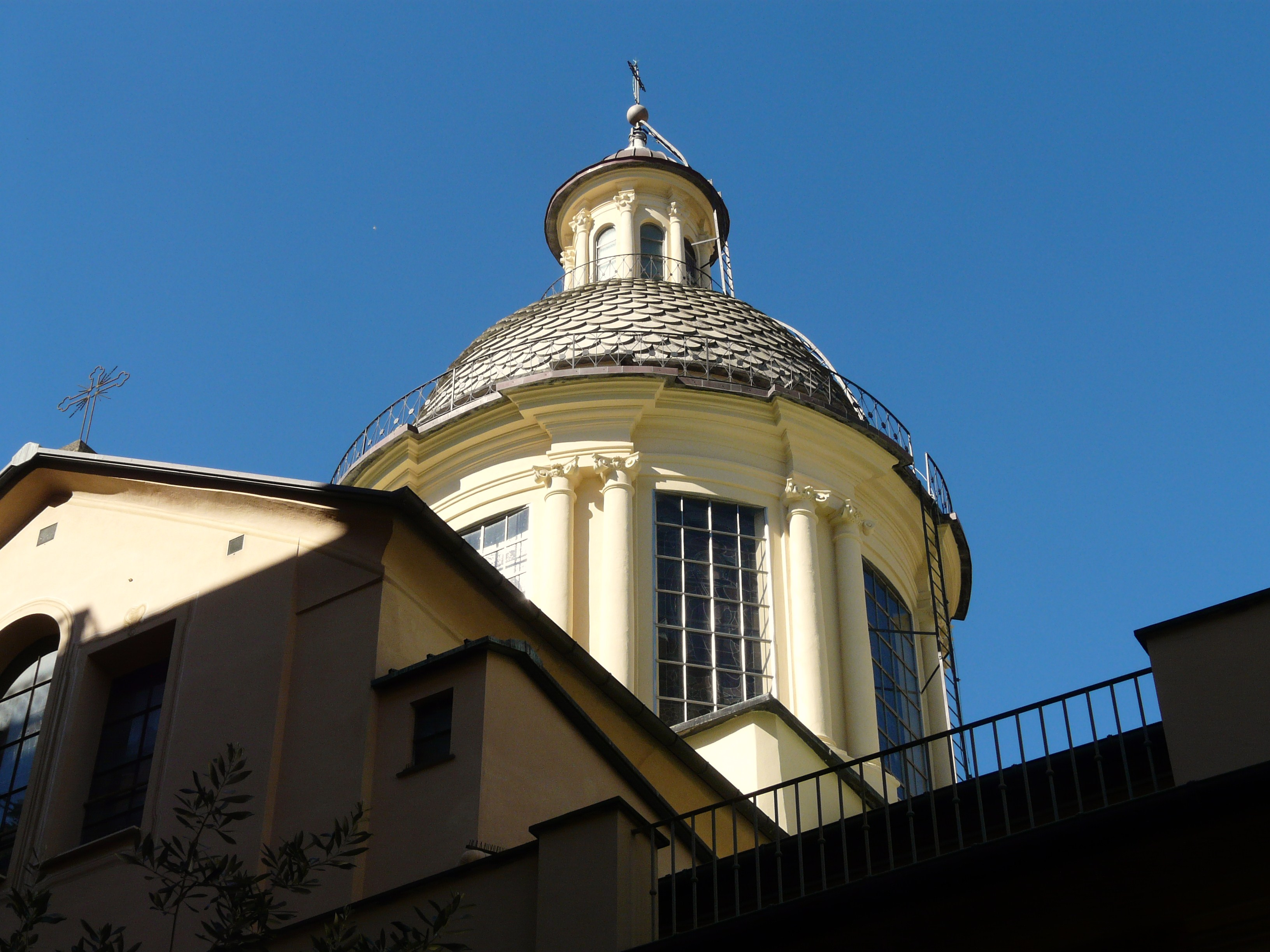

该堂为巴洛克风格，由建筑师乔瓦尼·巴蒂斯塔·吉索设计，拉丁十字平面，分为三个中殿，顶部有圆顶。立面向东。左右两侧的两座钟楼分别建于1750年和1920年。壁龛中插入宗徒“伯多禄”和“保禄”的雕像。正面有丰富的浅浮雕。

### 内部

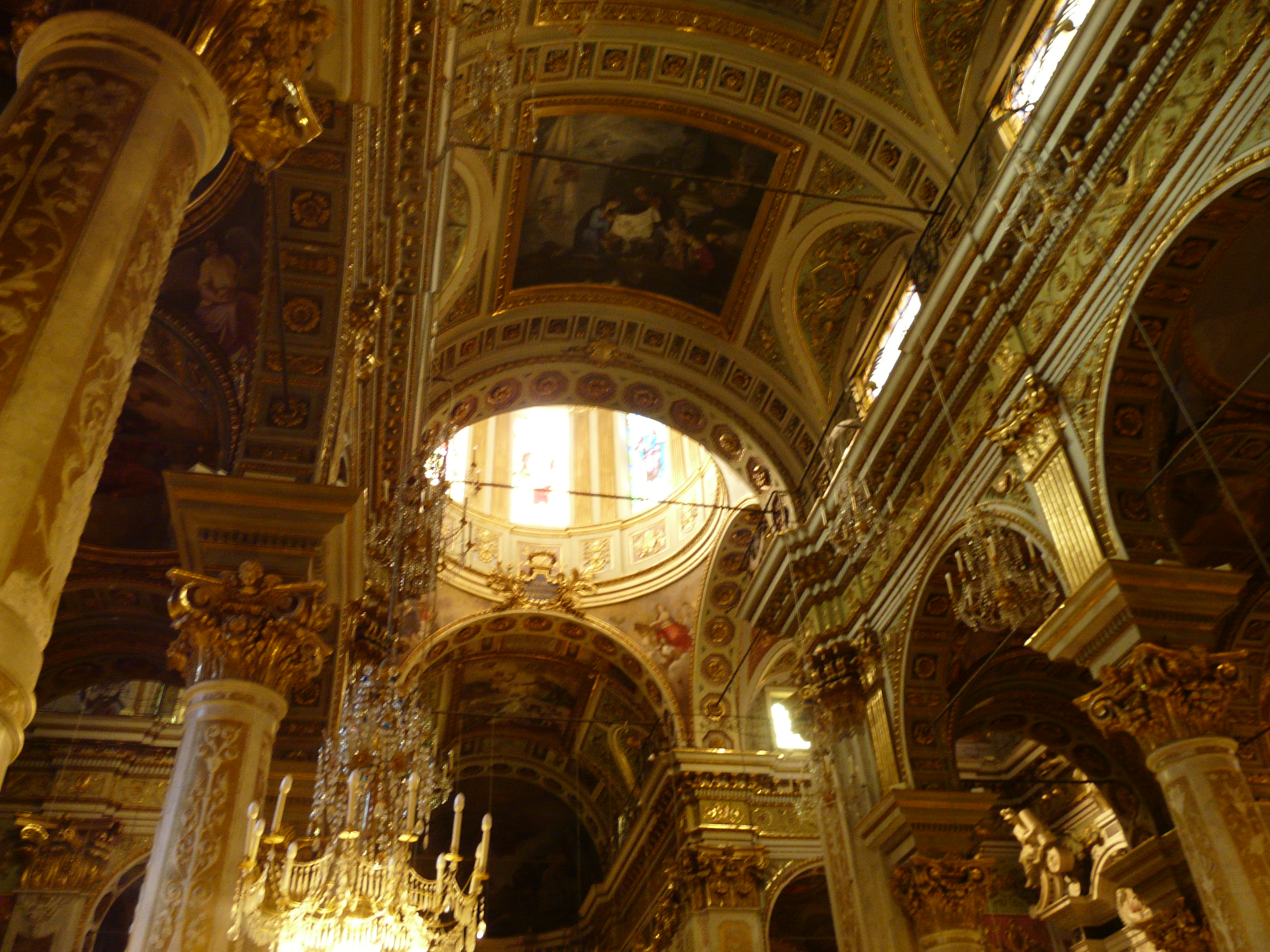

后堂和拱顶的灰泥装饰和壁画装饰是都灵画家路易吉·瓦卡的作品；壁画描绘了“圣玛加利大殉道”和“圣玛加利大的荣耀”。中殿的拱顶和耳堂是佛罗伦萨画家尼科洛·西安弗兰内利的作品“欢乐之谜”，分为五个部分：“耶稣诞生”、“圣殿博士中的耶稣”、“割礼”、“圣母领报”和“圣母往见”。
1876年，圆顶的灰泥装饰和侧廊拱顶的湿壁画完成，圣若翰洗者小堂由热那亚人朱塞佩·伊索拉绘制了壁画。

### 作品
绘画：
- 圣加大肋纳祭坛：瓦莱里奥·卡斯特罗的“圣加大肋纳的神秘婚姻”，祭坛使用热那亚圣保禄堂的大理石（1826年）；
- 圣十字祭坛：乔瓦尼·巴蒂斯塔·布雷切利的“圣多明我、伯多禄”1607年，祭坛使用热那亚教堂的大理石（1826年）；
- 圣伯多禄祭坛：不知名画家的“神奇的捕鱼”，祭坛于18世纪由当地渔民和水手建造；
- 玫瑰祭坛：贝尔纳多·卡斯特罗的祭坛画《玫瑰圣母》，和保罗·热罗拉莫·皮奥拉的《玫瑰奥迹》，1689年贾科莫·加吉尼雕刻。

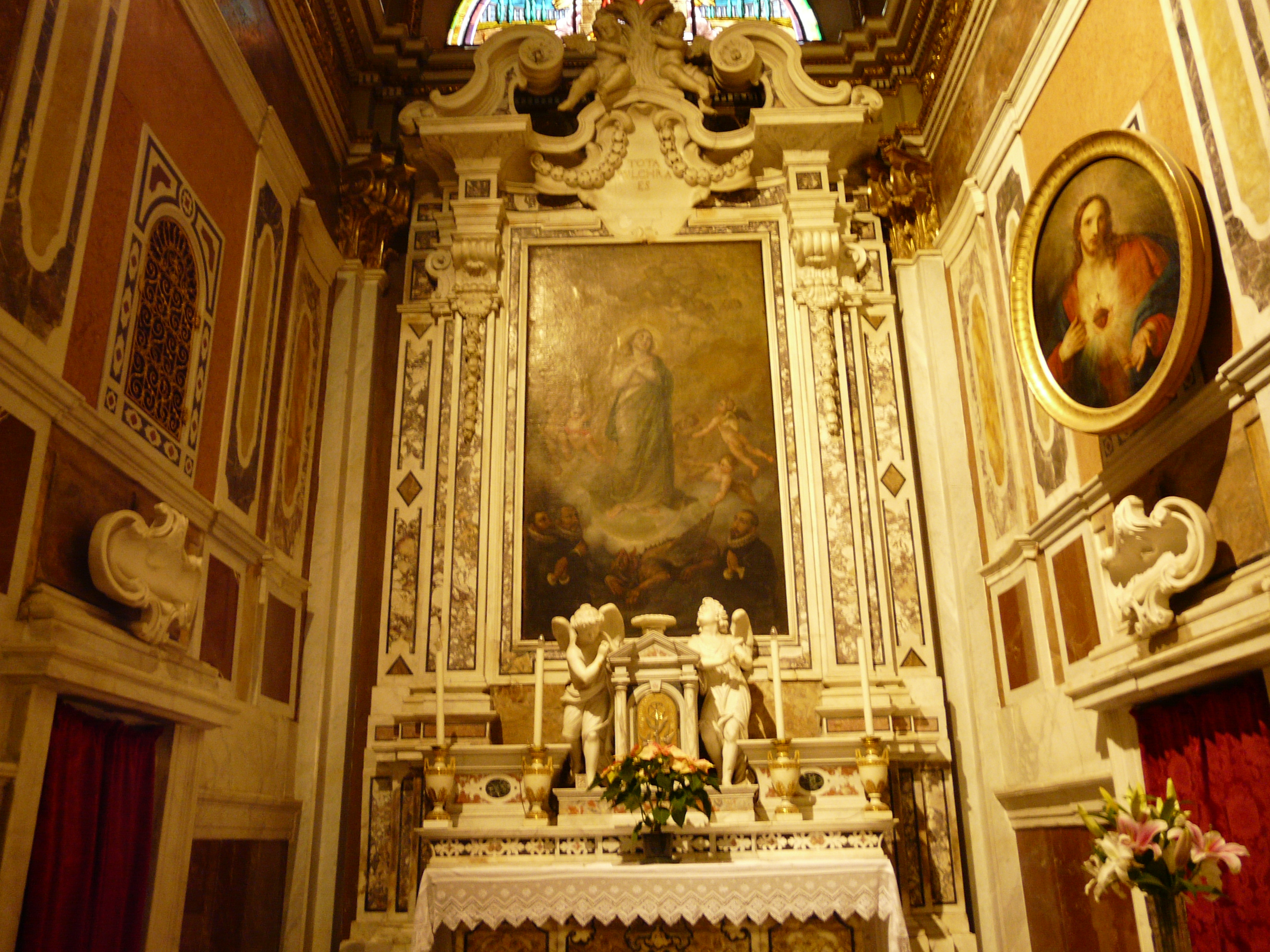

- 圣若翰洗者祭坛：乔瓦尼·巴蒂斯塔·卡索尼的《基督的洗礼》；
- 无玷始胎祭坛：
- 圣三祭坛：
- 圣若瑟祭坛：19世纪不知名画家的《圣方济各沙勿略》；
- “哀悼基督”，被认为是卢卡·坎比亚索作品的复制品，保存在热那亚圣母升天圣殿。

雕塑：

### 管风琴

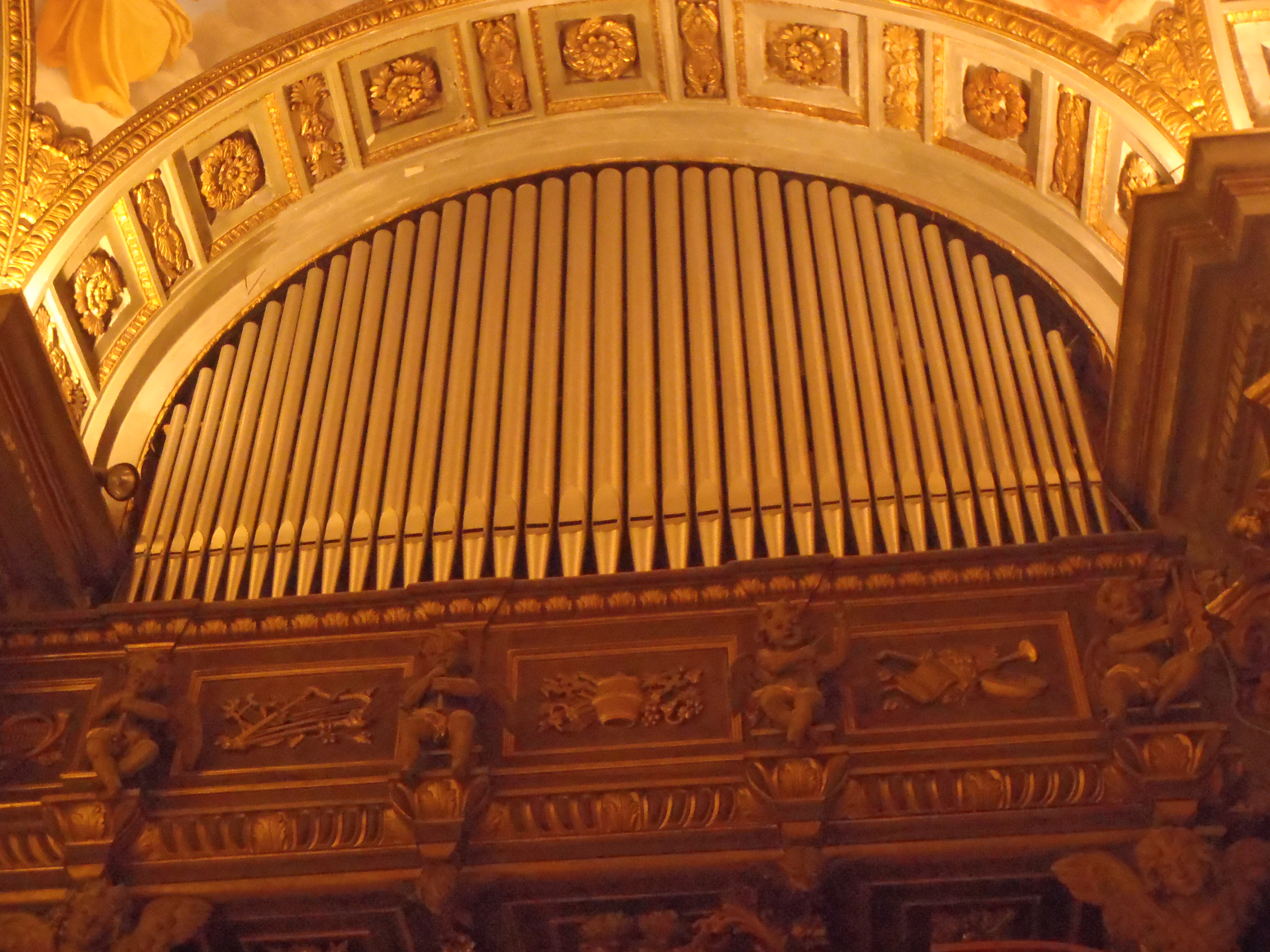
La mostra di uno dei due corpi laterali dell'organo

该堂的管风琴于1964年建造，有两层手键盘。